# Город воинской славы (Приднестровская Молдавская Республика)
Го́род во́инской сла́вы — почётное звание Приднестровской Молдавской Республики, присваиваемое «городам Приднестровской Молдавской Республики, на территории которых или в непосредственной близости от которых защитники Отечества в годы Великой Отечественной войны 1941—1945 гг. и при отражении вооруженной агрессии Республики Молдова против Приднестровской Молдавской Республики в 1992 году проявили мужество, стойкость и массовый героизм».

## Положение
Положение об условиях и порядке присвоения почётного звания Приднестровской Молдавской Республики «Город воинской славы» утверждено Указом Президента Приднестровской Молдавской Республики от 5 июня 2012 года № 369.

В городе, удостоенном звания «Город воинской славы»:
1) устанавливается стела с изображением герба города и текстом Указа Президента Приднестровской Молдавской Республики о присвоении городу этого звания;
2) проводятся публичные мероприятия и праздничные салюты 23 февраля (День защитника Отечества), 9 мая (День Победы), 2 сентября (День Республики), а также в День города.

## История
Почётное звание учреждено 5 июня 2012 года Указом Президента Приднестровской Молдавской Республики № 369 «Об установлении почетного звания Приднестровской Молдавской Республики „Город воинской славы“» в соответствии с пунктом 4 статьи 63 и статьей 65 Конституции Приднестровской Молдавской Республики, в целях увековечения памяти погибших при защите Отечества в годы Великой Отечественной войны 1941—1945 годах и при отражении вооруженной агрессии Республики Молдова против Приднестровской Молдавской Республики в 1992 году.
19 июня 2012 года состоялась первая церемония вручения Грамоты о присвоении почётного звания «Город воинской славы». Документ был вручен Президентом Приднестровской Молдавской Республики Евгением Шевчуком Главе государственной администрации Бендер Валерию Керничуку на траурном митинге, посвящённом 20-летию Бендерской трагедии.
4 марта 2015 года Указом Президента ПМР № 90 было присвоено почетное звание Приднестровской Молдавской Республики «Город воинской славы» городу Дубоссары.

## Список городов воинской славы
| № | Название города | Герб | Дата указа Президента ПМР | Номер указа Президента ПМР | Заслуги | Дата открытия памятной стелы | Примечание  |
| - | --------------- | ---- | ------------------------- | -------------------------- | --- | ---------------------------- | ----------- |
| 1 | Бендеры         |      | 13 июня 2012              | № 397                      | за мужество, стойкость и массовый героизм, проявленные защитниками города в борьбе за свободу и независимость Отечества                         | 6 мая 2015                   | [ 5 ] [ 6 ] |
| 2 | Дубоссары       |      | 04 марта 2015             | № 90                       | за мужество, стойкость и массовый героизм, проявленные защитниками города в борьбе за свободу и независимость приднестровской государственности | отсутствует                  | [ 7 ]       |

## Стелы городов воинской славы
В апреле 2013 года было опубликовано положение открытого конкурса на лучший эскизный проект стелы «БЕНДЕРЫ — ГОРОД ВОИНСКОЙ СЛАВЫ», который проводился с 22 апреля по 31 мая 2013. 6 мая 2015 года состоялось торжественное открытие стелы в городе Бендеры.